# غزوه حمراءالاسد
غزوه حمراءالاسد، یکی از غزوات محمد، پیامبر اسلام، است که در منطقه‌ای به همین نام در نزدیکی مدینه صورت گرفته است. این غزوه به سال سوم هجری (۶۲۵ میلادی) و یک روز پس از غزوه احد شکل گرفت و بدون درگیری به پایان رسید.

## دلایل درگیری
منابع اسلامی، هدف پیامبر از این غزوه را دستور خدا ذکر کرده‌اند. دیگر اهداف این جنگ، نشان دادن قدرت مسلمانان به دشمنان، تقویت روحیه مسلمانان و ترساندن قوای دشمن از ادامه حمله و جنگ به مدینه گزارش شده است. بر اساس گزارش طبرسی، وقتی سخن مشرکان مبنی بر بازگشت و حمله به مدینه به گوش محمد رسید، دستور داد تا سپاهی، به تعقیب مشرکان عزیمت کنند.

## شرح واقعه
این غزوه در هشتم شوال سال سوم هجری و یک روز پس از جنگ احد شکل گرفته است. مکان وقوع این غزوه، هشت تا ده میلی مدینه در وادی عتیق به مکه و در سه میلی ذی‌الخلیفه می‌باشد. پس از پایان غائله احد، پیامبر اسلام پس از اقامه نماز صبح، به بلال دستور داد تا تمام کسانی که در جنگ احد شرکت داشتند، مجدداً به تعقیب دشمن بپردازند. بنابر روایتی، پیامبر اسلام، زخمی های نبرد احد را مرخص نمود و به همراه هفتصد تن از لشکریان مسلمان، به حمراء الاسد رفتند. منابع دیگر از هفتاد یا شصت نفر از همراهان پیامبر  یاد کرده اند که به این غزوه عزیمت کردند. تنها کسی که در احد شرکت نداشت ولی به همراه محمد به غزوه حمراء الاسد آمد، جابر بن عبدالله بوده‌است. محمد در ابتدا سه تن از مسلمانان را به سمت دشمن فرستاد ولی دو تن آنان به دست مشرکان کشته شدند.
لشکریان مشرکان مکه، بین حمله مجدد یا بازگشت به مکه، در تردید و اختلاف بودند. لشکریان مسلمان نیز به دستور پیامبر اسلام، آتشی فراهم کردند که در شب، به مانند پانصد نفر نمایان می‌شد. همین امر سبب شد تا ترس از حمله مجدد در لشکریان مکه؛ از بروز جنگ بعدی جلوگیری کند. معبد بن ابی معبد خزاعی نیز به همراه قبیله اش در منصرف کردن ابوسفیان و سایر مشرکان مکه، مؤثر بودند. بنابراین لشکریان ابوسفیان به مکه بازگشتند و ابوسفیان پیغامی به پیامبر اسلام ارسال کرد که، برای نابودی باقی مسلمانان باز خواهد گشت. محمد و لشکریان اسلام نیز پس از پنج روز از حمراءالاسد به مدینه بازگشتند. در نبود محمد، عبدالله بن ام مکتوم جانشین پیامبر در مدینه بود.

## نزول آیات
آیات ۱۷۲ تا ۱۷۵ سوره آل عمران در شأن این غزوه نازل شده است.